# Їжак білочеревий
Їжа́к білочере́вий (Erinaceus roumanicus) — вид ссавців родини їжакових (Erinaceidae). Один із поширених синонімів — E. danubicus.

## Таксономія і номенклатура
У давніших класифікаціях популяції їжака «звичайного» (рід Erinaceus) відносили до виду Erinaceus europaeus, потім до E. concolor. Сучасна назва й обмеження обсягу визнані після обґрунтування відокремленості групи concolor+roumanicus від europaeus, а далі concolor (s. str.) (переважно Туреччина і Закавказзя) від roumanicus (переважно східна частина Європи, зокрема Україна).

## Поширення і морфологія
Довжина тіла до 35 см, маса тіла до 1 кг. Поширений у Центральній та Східній Європі, від Чехії та Словаччини на півночі до Балканів. На півдні, у Малій Азії та в Закавказзі його заміщує інший вид цієї групи, E. concolor. Білогрудий їжак схожий із їжаком європейським, проте голова і боки темно-бурі, набагато темніше, ніж горло і черевце. Голки шоколадно-коричневого кольору, коричневе хутро на черевці, на грудях широка біла пляма, з якою пов'язана чинна вернакулярна назва виду.

## Екологічні особливості

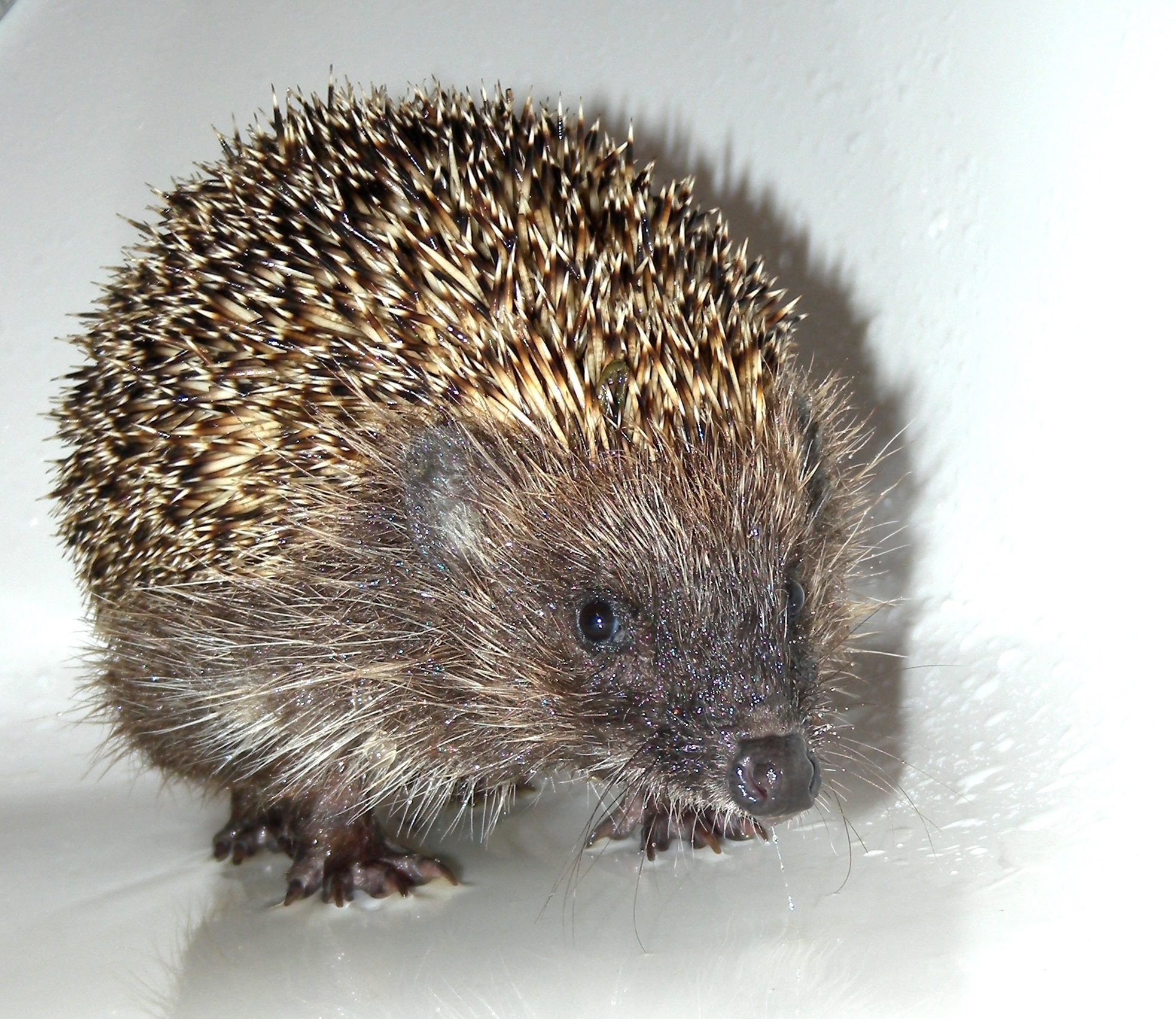
Їжак білочеревий

Мешкає по узліссях листяних лісів, степових ярах, балках, берегах каналів і лісосмугах. Гніздо будує тільки на час зимівлі. Живиться різноманітною тваринною їжею, у тому числі комахами, черв'яками, слимаками, дрібними наземними хребетними (ящірками, вужами, пташиними яйцями, мишами, у тому числі падлом).
Їжаки часто прокладають свої мисливські стежки уздовж автодоріг, активно використовуючи придорожні смуги як місця жирування. В літературі описано випадки, коли їжаки формували окремі придорожні популяції. Пов'язано це з тим, що придорожні біотопи стають місцями концентрації комах із сутінковою активністю (приваблюються теплом від покриття дороги та світлом машин). На жаль, завдяки цій своїй особливості їжаки часто стають жертвами автотранспорту. За оцінками загибелі тварин на автодорогах Закарпаття (Загороднюк, 2007), їжаки посідають перше місце серед усіх видів жертв, і в теплий сезон року частота таких колізій становить 3,7 особин на 100 км/добу на присілкових дорогах та 0,5 ос./100 км/добу на швидкісних магістралях.